# Kalinusu
Kalinusu is een bestuurslaag in het regentschap Brebes van de provincie Midden-Java, Indonesië. Kalinusu telt 6291 inwoners (volkstelling 2010).